# دام دی‌لوئیس
دامنیک «دام» دی‌لوئیس (انگلیسی: Dominick "Dom" DeLuise؛ ۱ اوت ۱۹۳۳ – ۴ مهٔ ۲۰۰۹) یک هنرپیشه، کارگردان و پدیدآور اهل ایالات متحده آمریکا بود. وی بین سال‌های ۱۹۶۴ تا ۲۰۰۹ میلادی فعالیت می‌کرد.

## فیلم‌شناسی
از فیلم‌ها یا برنامه‌های تلویزیونی که وی در آن نقش داشته‌است می‌توان به راز نیمح، الیور و دوستان، وضعیت رفع خطر، پالان‌های درخشان، تاریخ جهان، قسمت ۱ و آب را نخورید، هری کلرمن کیست، سکوت ژامبون‌ها، جانی خطرناک و بزرگترین عاشق جهان اشاره کرد.